# Condado de Cottonwood
El condado de Cottonwood (en inglés: Cottonwood County) es un condado en el estado estadounidense de Minnesota. En el censo de 2000 el condado tenía una población de 12.167 habitantes. La sede de condado es Windom. El condado fue fundado el 23 de mayo de 1857 y fue nombrado en honor al río Cottonwood.

## Geografía
Según la Oficina del Censo, el condado tiene un área total de 1.681 km² (649 sq mi), de la cual 1.658 km² (640 sq mi) es tierra y 23 km² (9 sq mi) (1,37%) es agua.

### Condados adyacentes
- Condado de Redwood (norte)
- Condado de Brown (noreste)
- Condado de Watonwan (este)
- Condado de Martin (sureste)
- Condado de Jackson (sur)
- Condado de Nobles (suroeste)
- Condado de Murray (oeste)

## Autopistas importantes
- U.S. Route 71
- Ruta Estatal de Minnesota 20
- Ruta Estatal de Minnesota 60
- Ruta Estatal de Minnesota 62

## Demografía
En el  censo de 2000, hubo 12.167 personas, 4.917 hogares y 3.338 familias residiendo en el condado. La densidad poblacional era de 19 personas por milla cuadrada (7/km²). En el 2000 había 5.376 unidades habitacionales en una densidad de 8 por milla cuadrada (3/km²). La demografía del condado era de 95,23% blancos, 0,34% afroamericanos, 0,23% amerindios, 1,63% asiáticos, 0,08% isleños del Pacífico, 1,35% de otras razas y 1,14% de dos o más razas. 2,19% de la población era de origen hispano o latino de cualquier raza. 
La renta promedio para un hogar del condado era de $31.943 y el ingreso promedio para una familia era de $40.237. En 2000 los hombres tenían un ingreso medio de $28.993 versus $19.934 para las mujeres. La renta per cápita para el condado era de $16.647 y el 11,70% de la población estaba bajo el umbral de pobreza nacional.

## Localidades

### Ciudades
| - Bingham Lake - Delft - Jeffers - Mountain Lake | - Storden - Westbrook - Windom |

### Municipios
| - Municipio de Amboy - Municipio de Amo - Municipio de Ann - Municipio de Carson - Municipio de Dale - Municipio de Delton - Municipio de Germantown - Municipio de Great Bend - Municipio de Highwater | - Municipio de Lakeside - Municipio de Midway - Municipio de Mountain Lake - Municipio de Rose Hill - Municipio de Selma - Municipio de Southbrook - Municipio de Springfield - Municipio de Storden - Municipio de Westbrook |